# 兇器 (江戸川乱歩)
『兇器』（きょうき）は、江戸川乱歩が発表した短編探偵小説。1954年（昭和29年）6月から7月まで、『産業経済新聞』に連載された。（全5回）

## 概要
名探偵明智小五郎が活躍する、いわゆる「明智もの」の一つ。戦後、児童向け作品以外で初めて明智小五郎が登場する。今作の明智は捜査を警察や助手の小林に任せ、安楽椅子探偵として真相を看破する。トリックについてはジョン・ディクスン・カーの短篇から借用している。

## あらすじ
新潟生まれの美しい女、美禰子が鋭い刃物のようなもので切りつけられる事件が発生する。夫の佐藤寅雄によると、逃走した犯人はおそらく美禰子が結婚する前に付き合っていた青木茂、関根五郎のどちらかであろうと言う。両名ともにアリバイはないものの、現場付近に目撃者はおらず、また兇器も見つかっていない。
港区S署の庄司専太郎は、明智小五郎に事件を相談する。しかし明智は「兇器を探し出すこと」「容疑者の当夜の行動を今一度調べること」という助言と、割れた窓のガラス片を調べるように言う。
それから十日ののち、佐藤寅雄が殺されてしまった。しかし今度は犯人の靴跡が残っていた。警察は関根を逮捕するが、またしても兇器は見つからず関根は犯行を否認する。
庄司巡査部長から話を聞いた明智は、以前にアドバイスしたガラスの復元を行ってみたか尋ねる。ガラスを復元したところ、割れた窓ガラスを復元することが出来たのに、余分なガラスの欠片が残った事を話す。次に明智は、佐藤が殺害された部屋にあったものを尋ね、四角い金魚鉢に興味を示す。
その後、庄司巡査部長の話と小林の調査から、真相に気づいた明智に教えられた庄司巡査部長は美弥子を逮捕する。美弥子は、佐藤の財産を手に入れて青木と再婚するという目的で、今回の犯行を行ったことを自供した。

## 主要登場人物
佐藤 寅雄（さとう とらお）三十五歳のアプレ成金。
佐藤 美弥子（さとう みやこ）寅雄の妻。新潟生まれの二十七歳。
関根 五郎（せきね ごろう）コック。歳は五十に近い。美弥子と結婚前に同棲していた。
青木 茂（あおき しげる）不良青年。美弥子と以前に関係があった。
明智 小五郎（あけち こごろう）名探偵。歳は五十を越している。
小林 芳雄（こばやし よしお）明智の助手。
庄司 専太郎（しょうじ せんたろう）港区のS署の鑑識係りの巡査部長。

## 収録作品
- 集英社文庫『明智小五郎事件簿 戦後編1「青銅の魔人」「虎の牙」「兇器」』（2021年）

## 映像化リスト

### テレビドラマ
- 『江戸川乱歩の美女シリーズ・黒い仮面の美女』（1987年、テレビ朝日）
出演：北大路欣也、白都真理、吉行和子他